# 保羅·霍姆斯

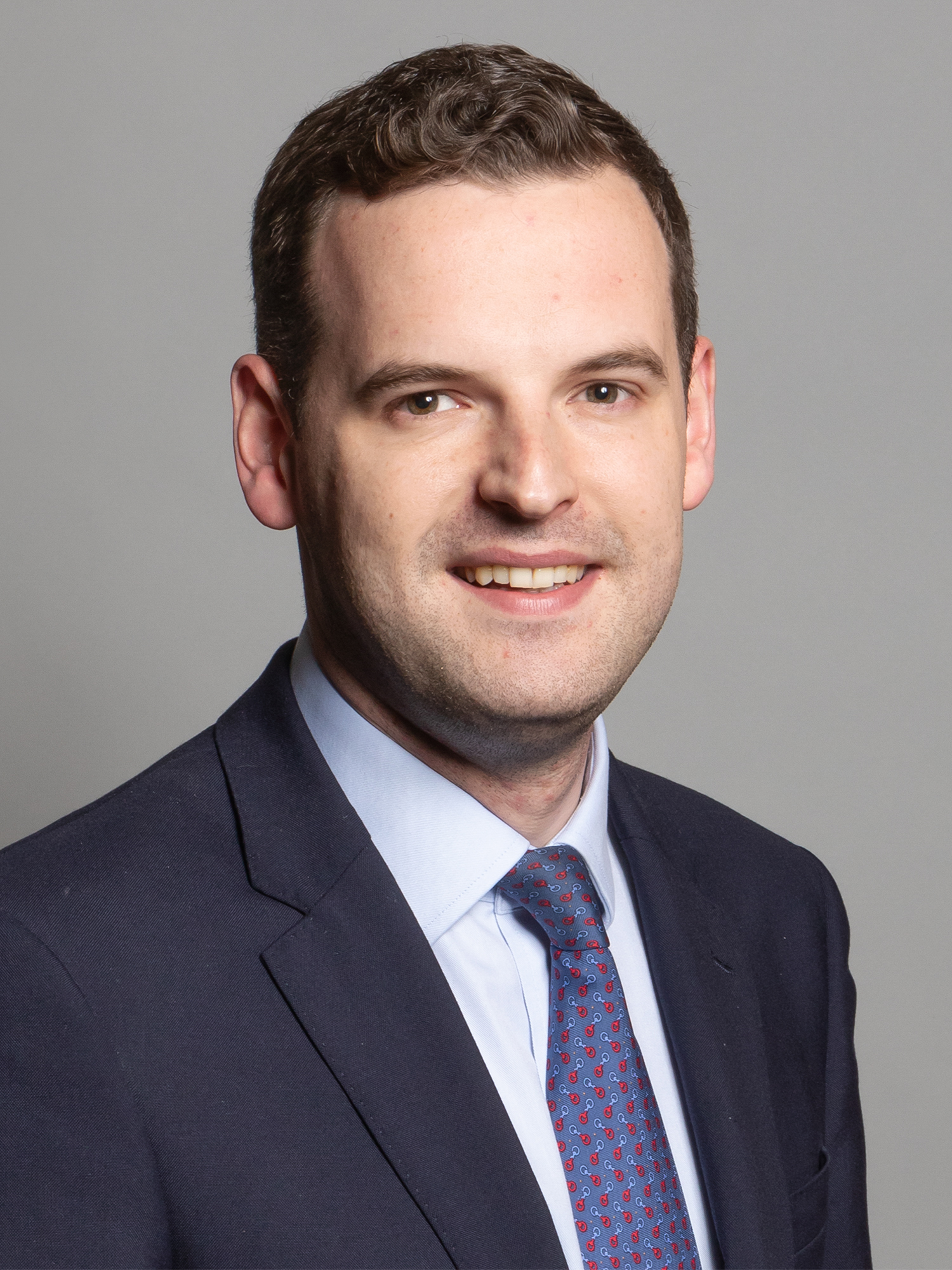

保羅·霍姆斯（英語：Paul John Holmes，1988年8月25日—）是英國的一位政治家，所屬政黨是保守黨。他在2019年英國大選中當選伊斯特利的議員。